# Charles Gwathmey
Charles Gwathmey, född 19 april 1938 i Charlotte, North Carolina i North Carolina, död 3 augusti 2009 i New York, var en amerikansk arkitekt med kontor i New York.  
Charles Gwathmey var son till målaren Robert Gwathmey och fotografen Rosalie Gwathmey. Han utbildade sig till arkitekt på Yale School of Architecture med examen 1962. Han var chef för Gwathmey Siegel & Associates Architects i New York, och en av medlemmarna i arkitektgruppen känd som The New York Five 1969.

## Verk i urval
| Verk                                       | Plats                    | Land | År   |
| ------------------------------------------ | ------------------------ | ---- | ---- |
| American Museum of the Moving Image        | Queens, New York         | USA  | 1988 |
| Morgan Stanley Building                    | New York                 | USA  | 1990 |
| Renovering av Solomon R. Guggenheim Museum | New York                 | USA  | 1992 |
| Rudolph Hall                               | New Haven, Connecticut   | USA  | 2006 |
| 445 Lafayette Street                       | New York                 | USA  | 2006 |
| Glenstone Museum                           | Potomac, Maryland        | USA  | 2006 |
| Bay Lake Tower                             | Walt Disney World Resort | USA  | 2009 |

## Bildgalleri

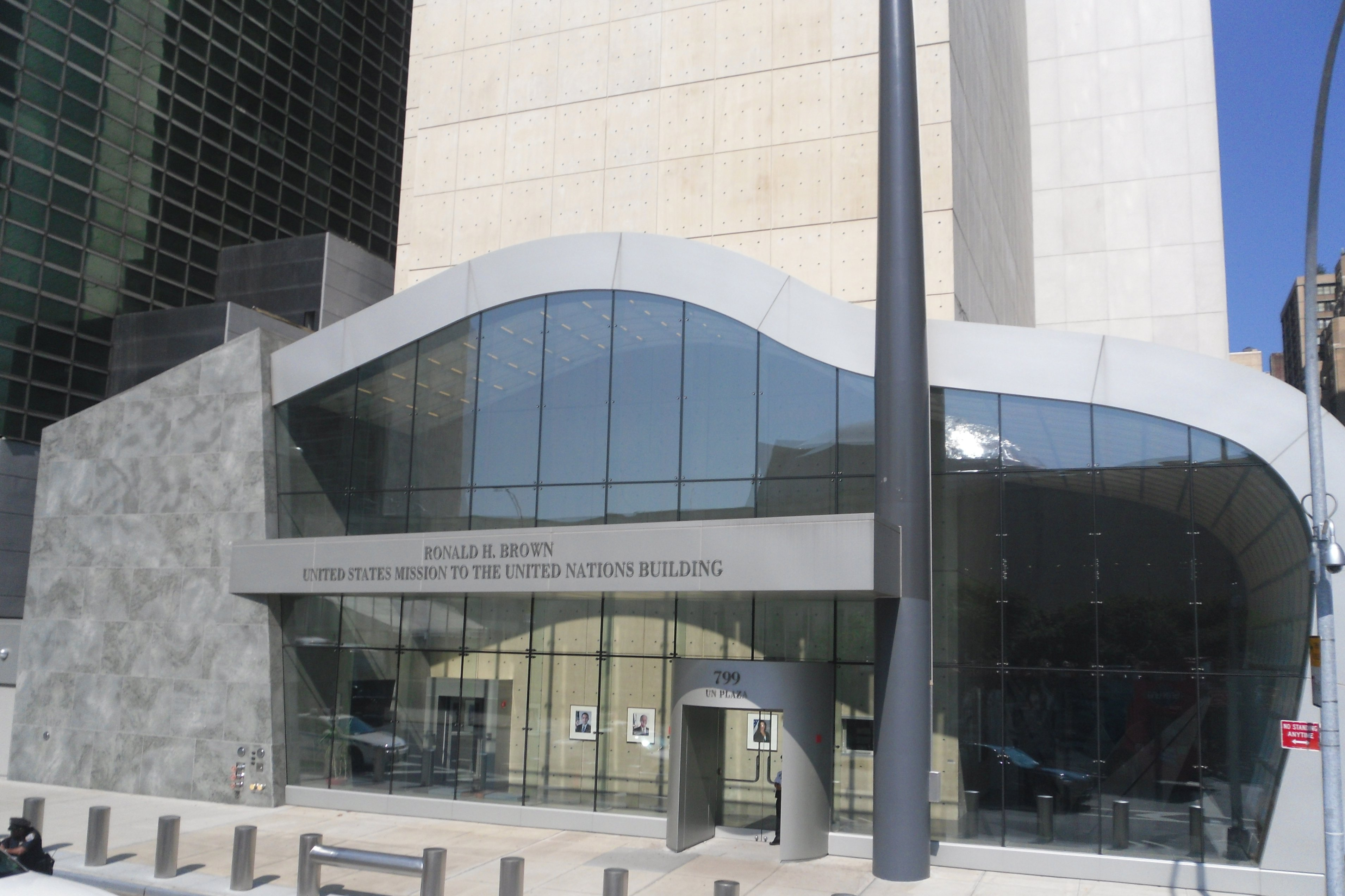
USA:s permanenta representation vid FN i New York
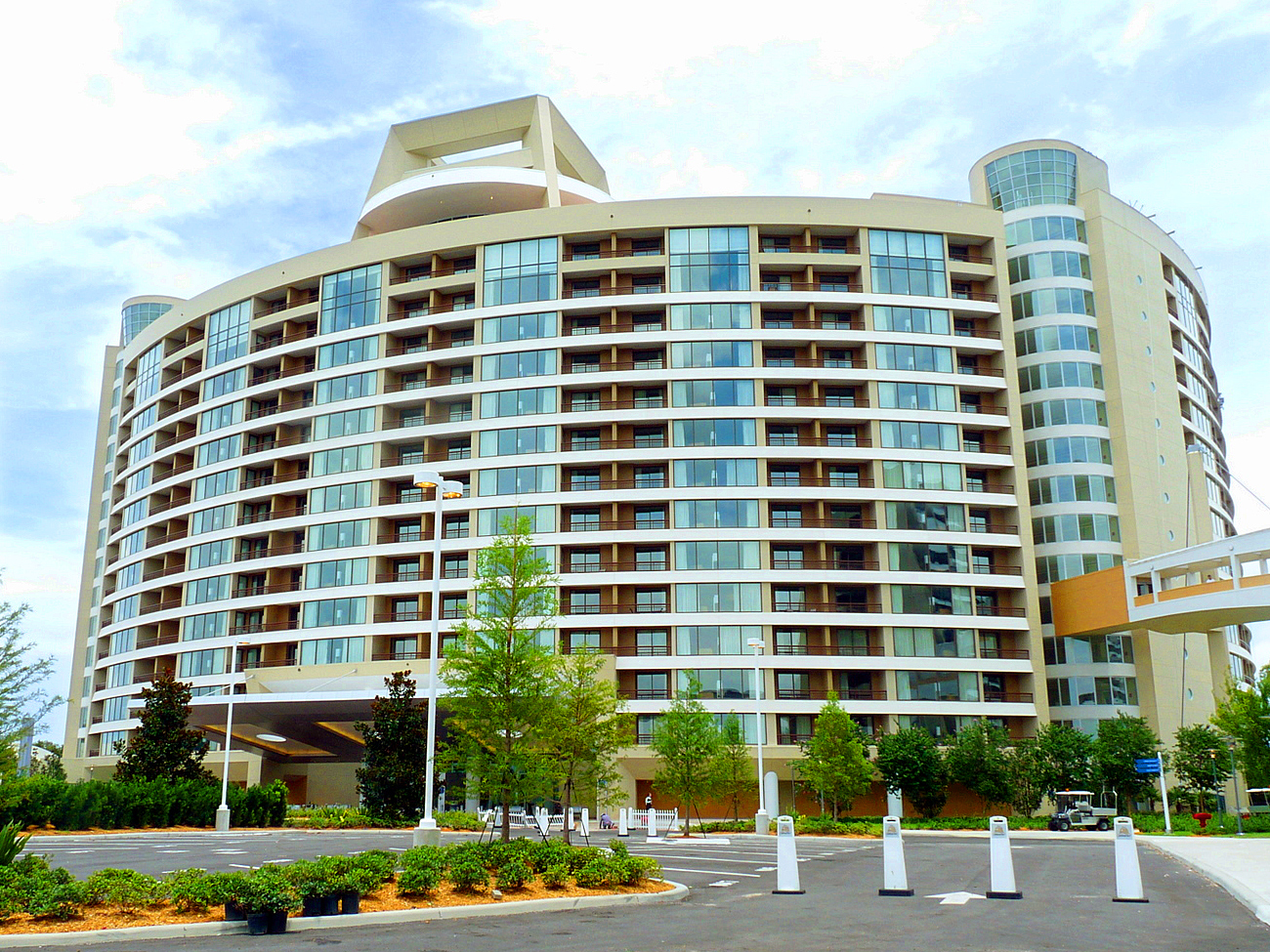
Walt Disney Bay Lake Tower
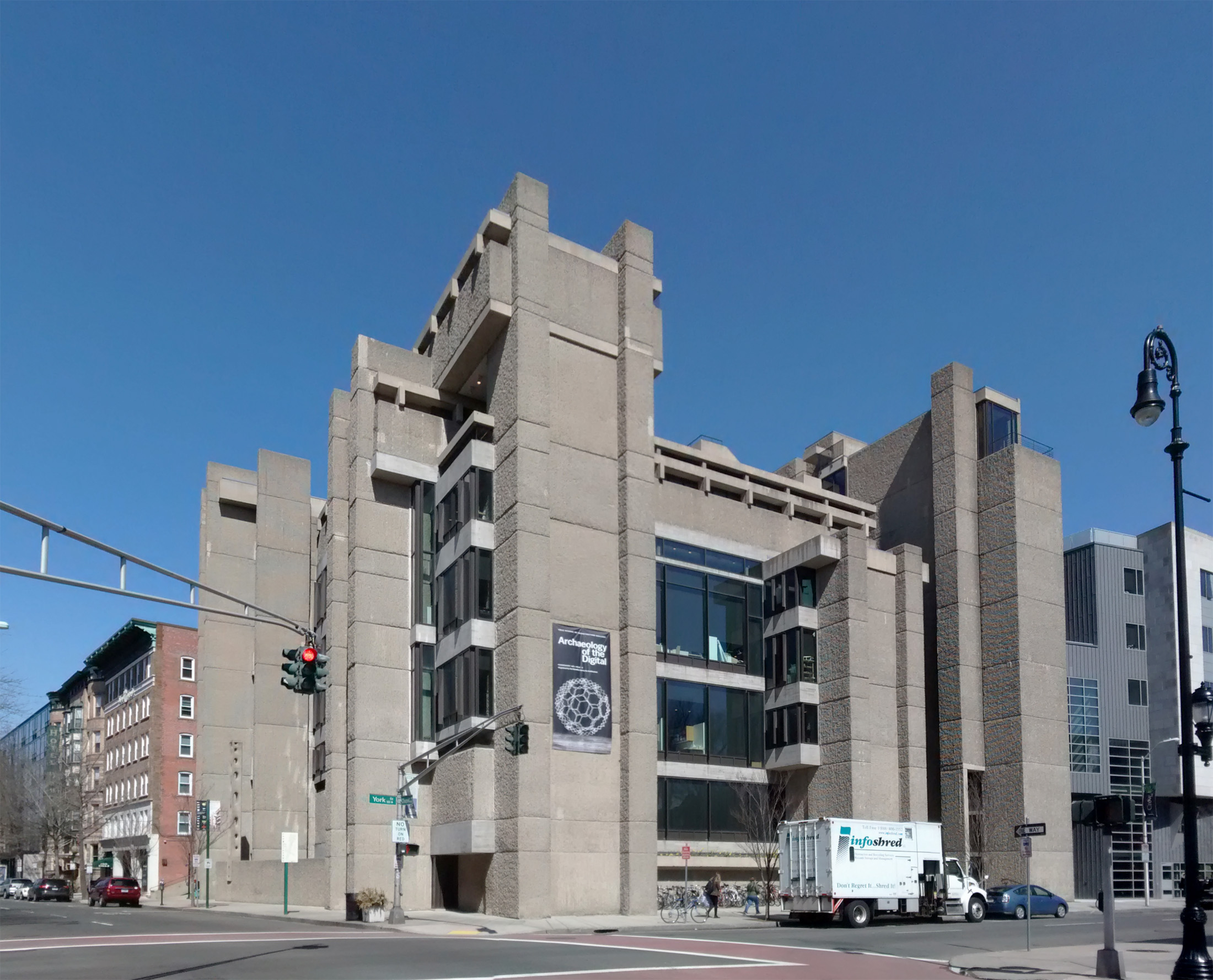
Rudolph Hall
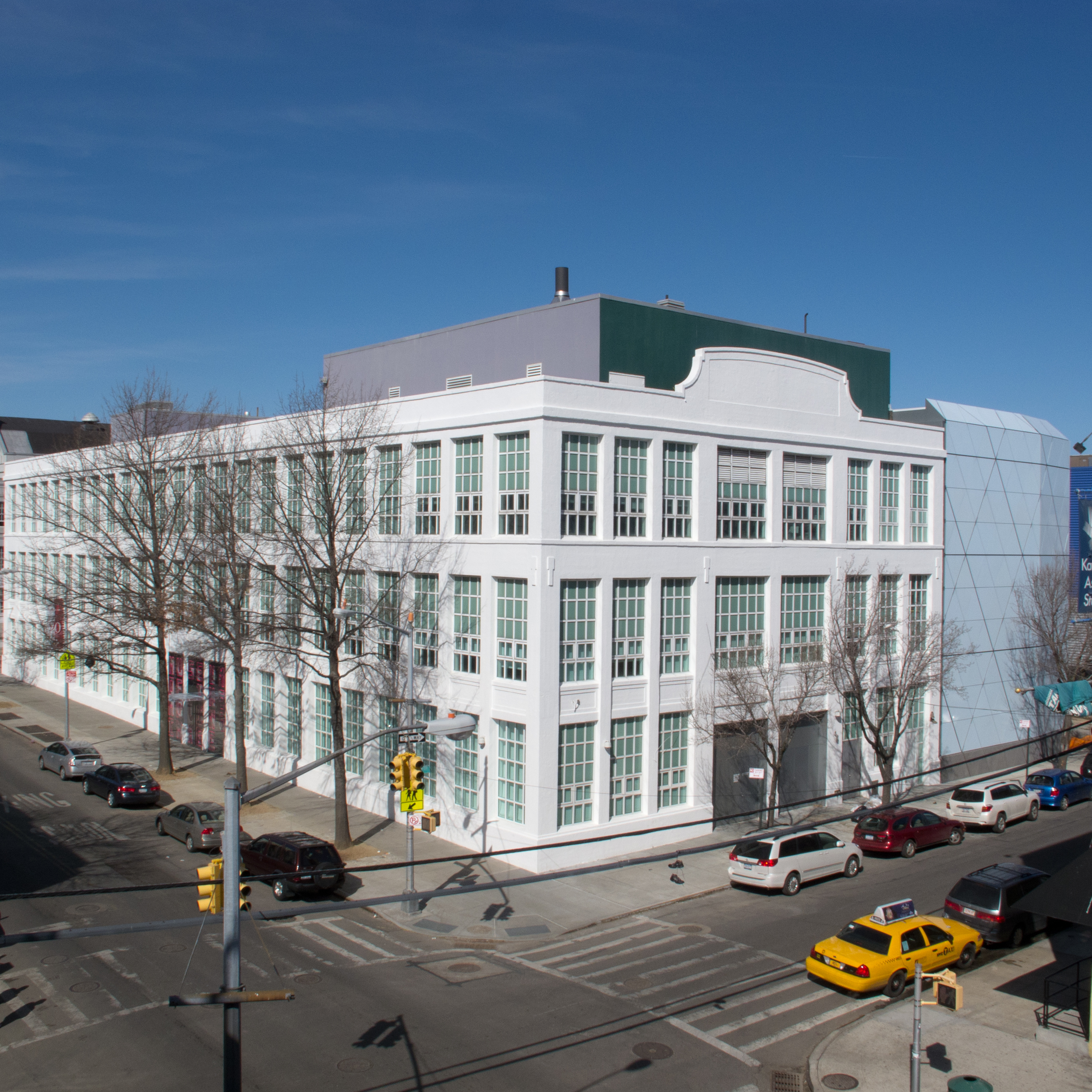
American Museum of the Moving Image
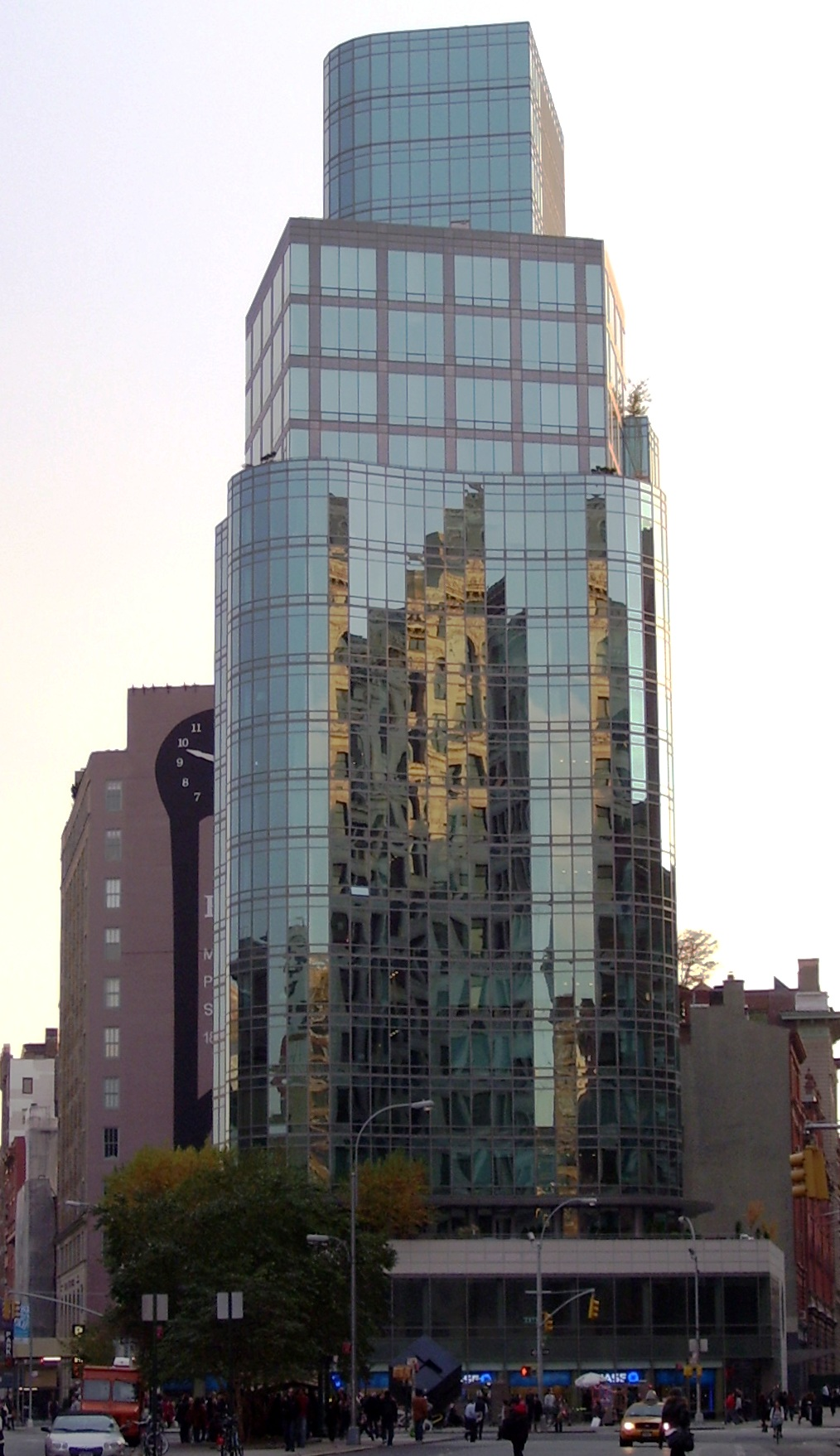
445 Lafayette Street